# Junkers J 2
Die Junkers J2 war ein Jagdeinsitzer von Junkers & Co. (Dessau) und direkter Nachfolger der Junkers J 1.

## Geschichte
Mit einem Mercedes-D-II-Motor von 120 PS ausgerüstet, kam es Anfang 1916 zu ersten Flugerprobungen. Der Motor erwies sich jedoch als nicht geeignet. Insbesondere bereiteten Kunstflugfiguren Schwierigkeiten, bei denen die Kraftstoffversorgung zusammenbrach.
Der ab Mitte 1916 verfügbare Mercedes D III mit 160 PS bewährte sich besser, jedoch stürzte am 23. September 1916 Max Schade mit einer solchen Maschine in die Stadt Dessau. Das Überziehverhalten der Maschine war selbst für einen erfahrenen Testpiloten nur schwer zu beherrschen.
Außerdem war auch sie mit 1185 kg zu schwer geraten, so dass Steigleistung und Manövrierbarkeit für ein Jagdflugzeug inakzeptabel waren. Dies führte zur Einstellung der Versuche. Die Höchstgeschwindigkeit war mit 185 km/h recht gut. Das erste Exemplar hatte eine Flügelspannweite von 11,00 m, die fünf folgenden eine Spannweite von 11,70 m.

## Technische Daten
| Kenngröße             | Daten                                      |
| --------------------- | ------------------------------------------ |
| Besatzung             | 1                                          |
| Länge                 | 7,43 m                                     |
| Spannweite            | 11,70 m                                    |
| Höhe                  | 3,13 m                                     |
| Flügelfläche          | 24,64 m²                                   |
| Leermasse             | 1018 kg                                    |
| Zuladung              | 147 kg                                     |
| Startmasse            | 1165 kg                                    |
| Flächenbelastung      | 47,28 kg/m²                                |
| Triebwerk             | ein Mercedes D III mit 160 PS (ca. 120 kW) |
| Leistungsbelastung    | 7,28 kg/PS                                 |
| Höchstgeschwindigkeit | 185 km/h                                   |
| Reisegeschwindigkeit  | 165 km/h                                   |
| Steigleistung         | 3,30 m/s                                   |
| Gipfelhöhe            | 4000 m                                     |